# Институт структурной макрокинетики и проблем материаловедения РАН
Федеральное государственное бюджетное учреждение науки Институт структурной макрокинетики и проблем материаловедения Российской академии наук — (акроним ИСМАН) является академическим институтом. 

## История основания
Институт был создан в 1987 году. Во исполнение постановления Совета Министров СССР от 12 января 1987 года № 47 «О мерах по обеспечению деятельности межотраслевого научно-технического комплекса «Термосинтез» постановлением Президиума Академии наук СССР от 21 апреля 1987 г. № 186 было решено: 
- создать Институт структурной макрокинетики АН СССР (ИСМАН) с соответствующими конструкторско-технологическими службами, экспериментальным производством, опытным заводом, учебным центром по подготовке специалистов в Ногинском научном центре АН СССР (пос. Черноголовка Московской области) на базе Отдела макрокинетики и газодинамики Института химической физики АН СССР, комплекса зданий и сооружений СВС, построенных в соответствии с постановлением Совета Министров СССР от 23 января 1979 г. №
- возложить на Институт структурной макрокинетики АН СССР ответственность за осуществление функций головной организации МНТК «Термосинтез» Академии наук СССР и Министерства цветной металлургии СССР;
- включить Институт структурной макрокинетики АН СССР в состав Отделения общей и технической химии АН СССР.

После проведения необходимых мероприятий, обеспечивающих функционирование Института, в соответствии с приказом от 4 января 1988 г. № 2 была утверждена структура ИСМАН.

## Основные направления
Основные направления научной деятельности утверждены постановлением Президиума РАН за № 307 от 22 декабря 2009 г:
- общая и структурная макрокинетика процессов горения и взрыва;
- самораспространяющийся высокотемпературный синтез (СВС);
- синтез и модификация материалов в условиях высоких динамических давлений;
- управление процессами горения и взрыва, химическая энергетика.

Научные направления Института соответствуют утверждённым РАН основным направлениям фундаментальных исследований, соответствующих Приоритетным направлениям развития науки, технологий и техники, Перечню критических технологий РФ, утверждённым Президентом РФ.

## Управление Института
Постановлением Бюро Отделения общей и технической химии АН СССР от 16 сентября 1987 г. № 124 был утвержден первый состав Ученого совета Института.
Постановлением Бюро Отделения общей и технической химии АН СССР от 18 апреля 1988 г. № 89 в Институте была открыта аспирантура по специальности 01.04.17 — «химическая физика, в том числе физика горения и взрыва».
Приказом ВАК при Совете Министров СССР от 17 ноября 1989 г. №  был утвержден специализированный совет Д.003.80.01 по защите диссертаций на соискание ученой степени доктора наук при Институте структурной макрокинетики АН СССР.
Постановлением Бюро Отделения общей и технической химии АН СССР от 25 июня 1990 г. № 96 в Институте была открыта докторантура по специальностям:
- 01.04.17 — «химическая физика, в том числе физика горения и взрыва»;
- 02.00.04 — «физическая химия».

В 1997 году на основании постановления Президиума РАН от 26.12.97 г. № 214 Институт структурной макрокинетики Российской Академии наук был переименован в Институт структурной макрокинетики и проблем материаловедения РАН.
Постановлением Президиума РАН от 30.06.98 г. № 264 Институт структурной макрокинетики и проблем материаловедения РАН переведен из состава Отделения общей и технической химии в состав Отделения физикохимии и технологии неорганических материалов.
На основании постановления Президиума РАН от 18.12.2007 г. № 274 Институт структурной макрокинетики и проблем материаловедения РАН был еще раз переименован в Учреждение Российской академии наук Институт структурной макрокинетики и проблем материаловедения РАН.
На протяжении ряда лет Институт структурной макрокинетики РАН являлся головной организацией Томского филиала ИСМАН, который был организован в соответствии с постановлением Президиума АН СССР от 12.07.88 г. № 939 на базе отдела Научно-исследовательского института прикладной математики и механики при Томском государственном университете, с момента его создания до преобразования в Отдел структурной макрокинетики Томского научного центра Сибирского Отделения РАН с сохранением научной тематики (постановление Президиума Российской Академии наук от 22.12.98 г. № 369). Основные направления научной деятельности Томского филиала Института структурной макрокинетики РАН были утверждены постановлением Бюро Отделения общей и технической химии РАН от 06.07.87 г. № 96.

### Руководители института
- академик РАН Мержанов, Александр Григорьевич (1931-2013) — директор-основатель института (1987-2004).
- д.ф.м.н. Юрий Александрович Гордополов (1948-2012) — зам. директора с 1992 по 2014 г., второй директор (2004-2012)[2].
- чл.-корр. РАН Михаил Иванович Алымов (c 2012 г. по н. время).